# 黄桂华
黄桂华（英語：Winnie Kwai-Wah Wong-Ng, 1947年—）是一位美国华人物理化学家。她現時於國家標準技術研究所陶瓷分部擔任研究化學家。

## 生平
1947年出生于英属香港，毕业于香港培道中学，1969年获得香港中文大學的化學及物理學理学士学位，1974年获得路易斯安那州立大學的無機化學及物理化學哲學博士学位。1975年加入多伦多大学化学系担任助教，1981进入国际衍射数据中心担任研究员，1985年加入馬里蘭大學學院市分校担任教师，1988年加入国家标准技术研究所担任研究员。同年加入美国国籍。

## 荣誉
- 2000年被选为国际衍射数据中心会士
- 2002年被选为美国陶瓷学会会士
- 2014年被选为美国晶体学会会士
- 2012年被选为美国科学促进会会士
- 2018年被选为世界陶瓷学会会士

## 家庭
父亲是黄锡雄，曾经公派留学德国，获得柏林大学化学博士学位，回国后任教于中山大学，第二次世界大战后移民英属香港，之后在泰国教书时期去世。。